# Danh sách phim điện ảnh Nhật Bản năm 2025
Đây là danh sách các bộ phim của điện ảnh Nhật Bản dự kiến ra mắt vào năm 2025.

## Phát hành

### Tháng 1 – Tháng 3
| Khởi chiếu  | Khởi chiếu | Tiêu đề                        | Tiêu đề gốc | Đạo diễn          | Diễn viên | Tham khảo |
| ----------- | ---------- | ------------------------------ | ----------- | ----------------- | --- | --------- |
| T H Á N G 1 | 10         | Solitary Gourmet the Movie     |             | Matsushige Yutaka | Matsushige Yutaka | [ 1 ]     |
| T H Á N G 1 | 10         | 366 Days                       |             | Shinjō Takehiko   | Akaso Eiji, Kamishiraishi Moka, Nakajima Yuto, Tamashiro Tina, Mizobata Junpei, Kuninaka Ryōko, Ishida Hikari, Sugimoto Tetta | [ 2 ]     |
| T H Á N G 1 | 10         | Shinpei                        |             | Kōyama Seijirō    | Nakamura Hashinosuke IV, Shida Mirai, Watanabe Dai, Someya Toshiyuki, Miura Takahiro, Hayashi Yoichi, Ogata Naoto             | [ 3 ]     |
| T H Á N G 1 | 17         | Muromachi Outsiders            |             | Irie Yu           | Oizumi Yo, Nagao Kento, Tsutsumi Shinichi, Emoto Akira, Kitamura Kazuki, Matsumoto Wakana, Endo Yuya, Maeno Tomoya, Ami201    | [ 4 ]     |
| T H Á N G 1 | 17         | Kimi no Wasurekata             |             | Sakudō Yū         | Bandō Ryōta, Nishino Nanase, Minami Kaho, Marui Wan, Kokubo Hisato, Okada Yoshinori, Tsuda Kanji, Kazama Morio                | [ 5 ]     |
| T H Á N G 1 | 17         | The Harbor Lights              |             | Adachi Mojiri     | Tomita Miu, Itō Marika, Aoki Yuzu, Yamanouchi Suzu, Nakagawa Wasabi, Kōmoto Masahiro                                          | [ 6 ]     |
| T H Á N G 1 | 17         | Enemy                          |             | Yoshida Daihachi  | Nagatsuka Kyōzō, Takiuchi Kumi, Kawai Yuumi, Kurosawa Asuka, Matsuo Takashi                                                   | [ 7 ]     |
| T H Á N G 1 | 24         | Yuki no Hana-Tomo ni Arite     |             | Koizumi Takashi   | Matsuzaka Tori, Yoshine Kyoko, Yakusho Koji                                                                                   | [ 8 ]     |
| T H Á N G 1 | 24         | Under Ninja                    |             | Fukuda Yūichi     | Yamazaki Kento, Hamabe Minami                                                                                                 | [ 9 ]     |
| T H Á N G 1 | 24         | Demon Virus                    |             | Matsuno Yukito    | Murashige Anna, Ota Masaki, Kuwayama Ryuta, Tanaka Yōji                                                                       | [ 10 ]    |
| T H Á N G 1 | 31         | Make a Girl                    |             | Yasuda Genshō     | Tanezaki Atsumi, Horie Shun, Masuda Toshiki, Amamiya Sora                                                                     | [ 11 ]    |
| T H Á N G 1 | TBA        | Kaiju Guy!                     |             | Yagi Junichiro    | Gunpi | [ 12 ]    |
| T H Á N G 1 | TBA        | Warau Mushi                    |             | Jojo Hideo        | Fukagawa Mai, Wakaba Ryuya, Taguchi Tomorowo, Sugita Kaoru, Matsuura Yuya                                                     | [ 13 ]    |
| T H Á N G 1 | TBA        | Sunset Sunrise                 |             | Kishi Yoshiyuki   | Suda Masaki | [ 14 ]    |
| T H Á N G 2 | 7          | 1st Kiss                       |             | Tsukahara Ayuko   | Matsu Takako, Matsumura Hokuto                                                                                                | [ 15 ]    |
| T H Á N G 2 | 7          | Under the Big Onion            |             | Kusano Shogo      | Kamio Fūju, Sakurada Hiyori                                                                                                   | [ 16 ]    |
| T H Á N G 2 | 14         | Trillion Game                  |             | Murao Yoshiaki    | Meguro Ren, Sano Hayato, Imada Mio, Fukumoto Riko, Kikkawa Kōji                                                               | [ 17 ]    |
| T H Á N G 2 | 21         | Yukite Kaeranu                 |             | Negishi Kichitaro | Hirose Suzu, Okada Masaki, Kido Taisei                                                                                        | [ 18 ]    |
| T H Á N G 2 | 28         | Love at Second Sight           |             | Miki Takahiro     | Nakajima Kento, Milet | [ 19 ]    |
| T H Á N G 2 | TBA        | Dareyorimo Tsuyoku Dakishimete |             | Uchida Eiji       | Miyama Ryoki, Kubo Shiori, Hwang Chan-sung                                                                                    | [ 20 ]    |
| T H Á N G 2 | TBA        | Shinran                        |             | Aoyama Hiroshi    | Sugi Ryōtarō, Sakurai Takahiro, Naka Hiroshi                                                                                  | [ 21 ]    |
| T H Á N G 3 | 7          | 35th Year Love Letter          |             | Tsukamoto Renpei  | Tsurube II Shōfukutei, Harada Tomoyo                                                                                          | [ 22 ]    |
| T H Á N G 3 | 14         | Mononoke: The Movie 2          |             | TBA               | Kamiya Hiroshi | [ 23 ]    |
| T H Á N G 3 | TBA        | Ravens                         |             | Mark Gill         | Asano Tadanobu, Takiuchi Kumi                                                                                                 | [ 24 ]    |

### Tháng 4 – Tháng 6
| Khởi chiếu  | Khởi chiếu | Tiêu đề                   | Tiêu đề gốc | Đạo diễn         | Diễn viên                  | Tham khảo |
| ----------- | ---------- | ------------------------- | ----------- | ---------------- | -------------------------- | --------- |
| T H Á N G 4 | TBA        | She Taught Me Serendipity |             | Ōku Akiko        | Hagiwara Riku, Kawai Yuumi | [ 25 ]    |
| T H Á N G 5 | 1          | Dream Animals: The Movie  |             | Takekiyo Hitoshi | TBA                        | [ 26 ]    |

### TBA
| Khởi chiếu  | Khởi chiếu | Tiêu đề                                            | Tiêu đề gốc | Đạo diễn             | Diễn viên                                                                                                 | Tham khảo |
| ----------- | ---------- | -------------------------------------------------- | ----------- | -------------------- | --- | --------- |
| S Ắ P T Ớ I | TBA        | Getter Robo                                        |             | Okabe Junya          | TBA | [ 27 ]    |
| S Ắ P T Ớ I | TBA        | Unreachable                                        |             | Doi Nobuhiro         | Hirose Suzu, Sugisaki Hana, Kiyohara Kaya                                                                 | [ 28 ]    |
| S Ắ P T Ớ I | TBA        | Koshino Ayako no Shōgai                            |             | Sone Takeshi         | Daichi Mao, Kurotani Tomoka, Suzuki Sawa, Minakami Kyoka                                                  | [ 29 ]    |
| S Ắ P T Ớ I | TBA        | Baban Baban Ban Vampire                            |             | TBA                  | TBA | [ 30 ]    |
| S Ắ P T Ớ I | TBA        | Future Kid Takara                                  |             | Sano Yuta            | TBA | [ 31 ]    |
| S Ắ P T Ớ I | TBA        | National Treasure                                  |             | Lee Sang-il          | Yoshizawa Ryo, Yokohama Ryusei                                                                            | [ 32 ]    |
| S Ắ P T Ớ I | TBA        | The Sunflower on the Shogi Board                   |             | Kumazawa Naoto       | TBA | [ 33 ]    |
| S Ắ P T Ớ I | TBA        | Watashi Kamoshirenai                               |             | Nomoto Kozue         | Michida Riwa, Takizawa Erika, Inoue Takuya, Hirakawa Haruka                                               | [ 34 ]    |
| S Ắ P T Ớ I | TBA        | Junk World                                         |             | Hori Takahide        | Hori Takahide                                                                                             | [ 35 ]    |
| S Ắ P T Ớ I | TBA        | Requiem                                            |             | Kanno Yugo           | Hiraoka Yūta, Sakurai Reika, Yasui Kentarfo, Keichan, Kato Masaya                                         | [ 36 ]    |
| S Ắ P T Ớ I | TBA        | A Girl & Her Guard Dog                             |             | Kobayashi Keiichi    | Fukumoto Riko, Jesse                                                                                      | [ 37 ]    |
| S Ắ P T Ớ I | TBA        | Otokogami                                          |             | Inoue Masaki         | Endo Yuya, Suda Akari, Kato Shinsuke, Ayanagi Sho, Tsukao Ouga, Sawada Ayako                              | [ 38 ]    |
| S Ắ P T Ớ I | TBA        | Hero's Island                                      |             | Ōtomo Keishi         | Tsumabuki Satoshi, Hirose Suzu, Kubota Masataka, Nagayama Eita                                            | [ 39 ]    |
| S Ắ P T Ớ I | TBA        | Hyakuemu                                           |             | Iwaisawa Kenji       | TBA | [ 40 ]    |
| S Ắ P T Ớ I | TBA        | Evil Summer                                        |             | Jojo Hideo           | TBA | [ 41 ]    |
| S Ắ P T Ớ I | TBA        | A New Dawn                                         |             | Shinomiya Yoshitoshi | TBA | [ 42 ]    |
| S Ắ P T Ớ I | TBA        | Haramu Hitobito                                    |             | Nakajima Shunsuke    | Souma Yukimi, Seto Kaho, Asaka Kodai, Maehara Mizuki, Isonishi Maki                                       | [ 43 ]    |
| S Ắ P T Ớ I | TBA        | Kanasando                                          |             | Teruya Toshiyuki     | Matsuda Ruka, Horiuchi Keiko, Asano Tadanobu, Ueda Mayumi, K Jersey                                       | [ 44 ]    |
| S Ắ P T Ớ I | TBA        | Rain or Shine                                      |             | Izuka Fuyushu        | Sumi Yasuno, Juri Suwa, Yu Uemura, Tomotaka Kimura, Arata Yamanaka                                        | [ 45 ]    |
| S Ắ P T Ớ I | TBA        | Once Upon a Magic                                  |             | Kimura Masato        | Yagi Yusei, Inoue Yuki, Sakurai Kaito, Tsubaki Taiga                                                      | [ 46 ]    |
| S Ắ P T Ớ I | TBA        | Lotus                                              |             | Imazeki Akiyoshi     | Aizawa Michiru                                                                                            | [ 47 ]    |
| S Ắ P T Ớ I | TBA        | The Rose of Versailles                             |             | Ai Yoshimura         | Miyuki Sawashiro, Aya Hirano, Toshiyuki Toyonaga, Kazuki Kato                                             | [ 48 ]    |
| S Ắ P T Ớ I | TBA        | The Boy and the Dog                                |             | Zeze Takahisa        | Takahashi Fumiya, Nishino Nanase                                                                          | [ 49 ]    |
| S Ắ P T Ớ I | TBA        | Seishun Gestalt Houkai                             |             | TBA                  | Sato Arata, Watanabe Miho                                                                                 | [ 50 ]    |
| S Ắ P T Ớ I | TBA        | Kura no Aru Machi                                  |             | Hiramatsu Emiko      | Santoki Soma, Nakashima Runa, Megumi, Maeno Tomoya, Takahashi Daisuke, Shōzō Hayashiya IX, Hashizume Isao | [ 51 ]    |
| S Ắ P T Ớ I | TBA        | Hana Manma                                         |             | Tetsu Maeda          | Ryohei Suzuki, Kasumi Arimura                                                                             | [ 52 ]    |
| S Ắ P T Ớ I | TBA        | Missing Child Videotape                            |             | Ryota Kondo          | Rairu Sugita                                                                                              | [ 53 ]    |
| S Ắ P T Ớ I | TBA        | Puella Magi Madoka Magica – Walpurgisnacht: Rising |             | Akiyuki Shinbo       | Aoi Yūki, Chiwa Saitō, Kaori Mizuhashi, Eri Kitamura, Ai Nonaka, Kana Asumi, Emiri Katō                   | [ 54 ]    |
| S Ắ P T Ớ I | TBA        | Teppen no Mukou ni Anata ga Iru                    |             | Junji Sakamoto       | Sayuri Yoshinaga                                                                                          | [ 55 ]    |
| S Ắ P T Ớ I | TBA        | A Pale View of Hills                               |             | Kei Ishikawa         | Suzu Hirose                                                                                               | [ 56 ]    |
| S Ắ P T Ớ I | TBA        | Kaneko's Commissary                                |             | Gō Furukawa          | Ryuhei Maruyama, Yōko Maki, Kira Miura, Akira Terao                                                       | [ 57 ]    |
| S Ắ P T Ớ I | TBA        | Broken Rage                                        |             | Takeshi Kitano       | Takeshi Kitano, Tadanobu Asano, Nao Ōmori, Nakamura Shidō II, Gekidan Hitori, Hakuryu                     | [ 58 ]    |
| S Ắ P T Ớ I | TBA        | Traveling Alone                                    |             | Yuho Ishibashi       | Rei Okamoto, Kohki Osamura, Akane Sakanoue, Mari Hamada, Hideko Hara, Mitsuru Hirata                      | [ 59 ]    |
| S Ắ P T Ớ I | TBA        | Re/Member 2                                        |             | Eiichirō Hasumi      | TBA | [ 60 ]    |
| S Ắ P T Ớ I | TBA        | Cute High Earth Defense Club Eternal Love!         |             | Shinji Takamatsu     | Kazutomi Yamamoto, Yūichirō Umehara, Koutaro Nishiyama, Yusuke Shirai, Toshiki Masuda, Mugihito           | [ 61 ]    |
| S Ắ P T Ớ I | TBA        | Catching the Stars of This Summer                  |             | TBA                  | TBA | [ 62 ]    |
| S Ắ P T Ớ I | TBA        | Nemurubaka                                         |             | Yūgo Sakamoto        | Shiori Kubo, Yuna Taira                                                                                   | [ 63 ]    |
| S Ắ P T Ớ I | TBA        | Tokyo MER: Mobile Emergency Room – The Movie 2     |             | Aya Matsuki          | Ryohei Suzuki                                                                                             | [ 64 ]    |
| S Ắ P T Ớ I | TBA        | 5 Centimeters per Second                           |             | Yoshiyuki Okuyama    | Hokuto Matsumura                                                                                          | [ 65 ]    |